# さんまの東大方程式
『さんまの東大方程式』（さんまのとうだいほうていしき）は、フジテレビ系列で2016年からゴールデンタイム・プライムタイム（JST）で不定期放送されているトークバラエティ番組。司会を務める明石家さんまの冠番組。

## 概要
現役東大生40名が集結して、司会の明石家さんまと大爆笑トークを繰り広げるトークバラエティー。

## 出演者

### 司会
- 明石家さんま

### アシスタント
- 高島彩（フリーアナウンサー）（ - 第6弾）
- 三田友梨佳 (フジテレビアナウンサー)（第7弾）
- 永島優美（フジテレビアナウンサー）（第8弾 - ）

### ゲスト
- 芸能人数名
- 現役東大生40名
- 現役京大生 - 第7弾のみ
- 現役東京芸術大学生 - 第8弾のみ

## 放送日・ゲスト一覧
| 弾数   | 放送日                   | 放送時間（JST） | ゲスト                                                                                              | 備考                          |
| ------ | ------------------------ | --------------- | --------------------------------------------------------------------------------------------------- | ----------------------------- |
| 第1弾  | 2016年3月13日（日曜日）  | 19:00 - 21:54   | ヒロミ、高橋茂雄（サバンナ）、岡井千聖（℃-ute）、菊地亜美、剛力彩芽、榊原郁恵、藤田ニコル、藤本美貴 | 『日曜ファミリア』枠で放送。  |
| 第2弾  | 2016年9月10日（土曜日）  | 21:00 - 23:40   | ヒロミ、高橋茂雄（サバンナ）、岡井千聖（℃-ute）、菊地亜美、広瀬すず                                 | 『土曜プレミアム』 枠で放送。 |
| 第3弾  | 2017年3月1日（水曜日）   | 19:00 - 21:54   | ヒロミ、陣内智則、菊地亜美、いとうあさこ、橋本環奈、入澤優                                          |                               |
| 第4弾  | 2017年9月27日（水曜日）  | 19:00 - 21:54   | ヒロミ、陣内智則、菊地亜美、いとうあさこ、ベッキー                                                  |                               |
| 第5弾  | 2018年3月30日（金曜日）  | 19:00 - 21:49   | 陣内智則、菊地亜美、後藤輝基（フットボールアワー）、澤部佑（ハライチ）、三田寛子                    | 『金曜プレミアム』枠で放送。  |
| 第6弾  | 2018年9月17日（月曜日）  | 21:00 - 23:28   | 千原ジュニア（千原兄弟）、陣内智則、菊地亜美、澤部佑 (ハライチ)、三田寛子                           |                               |
| 第7弾  | 2019年4月7日（日曜日）   | 19:00 - 21:00   | 菊地亜美、新川優愛、陣内智則、大悟（千鳥）、立川志らく                                              |                               |
| 第8弾  | 2019年10月19日（土曜日） | 22:05 - 24:45   | 新木優子、菊地亜美、陣内智則、高橋茂雄（サバンナ）、蛍原徹（雨上がり決死隊）                        | 『土曜プレミアム』 枠で放送。 |
| 第9弾  | 2020年11月7日（土曜日）  | 21:00 - 23:40   | 佐藤栞里、陣内智則、向井慧（パンサー）                                                              | 『土曜プレミアム』 枠で放送。 |
| 第10弾 | 2023年4月22日（土曜日）  | 21:00 - 23:40   | 木村拓哉                                                                                            | 『土曜プレミアム』 枠で放送。 |
| 第11弾 | 2024年8月24日（土曜日）  | 21:00 - 23:40   | 陣内智則、高橋茂雄（サバンナ）、菊地亜美、横澤夏子                                                  | 『土曜プレミアム』 枠で放送。 |

## スタッフ
第11弾（2024年8月24日）
- ナレーター：阪井あかね
- 作家：丸山コウジ、小笠原英樹、廣田勇人、飯尾亮昌（全員→第9弾までは構成）
- TP：勝村信之（第10弾-）
- TM：高瀬義美（第9弾まではTP）
- SW：小出豊（第11弾）
- CAM：遠藤俊洋
- VE：宮本学（第6弾-）
- AUD：高橋幸則
- LD：小熊豊（第3〜5,11弾）
- 美術プロデューサー：内藤佳奈子
- デザイン：永井達也
- アートコーディネーター：村瀬大（第9弾-、第8弾までは美術進行）
- 大道具制作：宮路博貴（第10弾-）
- 大道具操作：新屋貴之（第11弾）
- 装飾：牛沢直樹（第10弾-）
- アクリル装飾：堀内重彰
- 電飾：枝茂孝（第10弾-）
- 花装飾：荒川直史
- 植木装飾：広田明
- マルチ：上福更記
- イラスト(第11弾)：リトルベア（第10弾はCG）、グレートインターナショナル、Soybeans、あのザキプロ（共に第11弾）
- 編集：佐藤豊（第3弾-）、永田雅士（第1-7,9,11弾）
- MA：井上純太（第10弾-）
- TK：TBG（第9弾-）
- 音響効果：田中寿一（第9弾-）
- リサーチ(第10弾-)：スコープ、フォーミュレーション、ビスポ（共に第10弾-、フォー→以前は協力）
- 技術協力：ニユーテレス、共同テレビ、東京オフラインセンター、VlC、BULL BULL、映像通信、FMT（共同→第5,9弾-、東京→第6弾-、VlC・BULL→第11弾）
- 写真協力(第10弾-)：PIXTA（第11弾）
- 協力：(財)民族衣裳文化普及協会、教学社（共に第11弾）
- 編成(第8,11弾)：安永英樹（第8,11弾）
- 広報：齋田悠（第2〜5,11弾）
- 営業(第9弾-)：柳元大輝（第11弾）
- アシスタントディレクター：石塚賢一、緒方美晴、丸野乙葉、棚町亮太（共に第11弾）
- アシスタントプロデューサー：大須賀美紀、堀田光里（共に第11弾）
- ディレクター：薮崎雅弘、鷹見睦、橋本和哉、佐藤智洋、新垣拓也、細川拓望、姉崎正広（薮崎→第6弾-、鷹見→第8弾-、橋本・新垣・姉崎→第10弾-、新垣→第9弾はAD、佐藤・細川→第11弾）
- プロデューサー：竹岡直弘、笹谷隆司、加藤大（加藤→第7弾-、第6弾まで制作プロデューサー、竹岡→第11弾）
- 演出：日下真行（第10弾-、第9弾まで総合演出）
- 総合演出・プロデュース(第10弾-)：武田誠司（第10弾-、第5弾までは編成企画、第6,7弾は企画、第8,9弾はCP）
- 制作協力：FCC（第6弾までは制作）、MEW（旧:MBS企画、第10弾までは協力）
- 制作：フジテレビ編成総局バラエティ制作局（第11弾、第10弾は編成制作局バラエティー制作センター）
- 制作著作：フジテレビ

### 過去のスタッフ
- ナレーター：大江戸よし々（第5弾）、松元真一郎（第6弾）、山田茉莉（第8弾）
- 構成：千葉大雅（第1弾）
- リサーチ（第3弾〜）：吉田真理子（スコープ、第3〜7弾）
- TP：辻本豊（第1弾）
- TD／SW：田原健二（第1弾）
- SW：長瀬正人（第5弾まで）、河西純（第6〜10弾）
- CAM：真野昇太（第1弾）
- VE：大塚高矢（第1弾）、宮本直也（第2〜5弾）
- AUD：元山拓巳（第1弾）
- PA：秋野岳夫（第1弾）
- LD：堀田耕二（第2,6,7弾）、樽橋秀満（第8弾）、安藤雄郎（第1,9,10弾）
- 大道具制作：浅見大（第9弾まで）
- 大道具操作：丸野彰久（第10弾まで）
- 装飾：門間誠（第5弾まで）
- 電飾：後藤佑介（第9弾まで）
- マルチ：大高貢（第1弾）
- CG：soy beons&rice（第8,9弾）、キャニットG（第10弾まで）
- メイク：金子友美（第5弾まで）
- 編集：青沼毅（第5弾まで）、十川浩次郎（第3〜5弾）、副島大悟（第8弾）、三浦崇（第10弾）
- MA：高橋正敏（第5弾まで）、大浦克寿（第6〜8弾）、足達健太郎（第9,10弾）
- TK：盛山潮里（第7弾まで）、松下絵里（第8弾）
- 音響効果：久坂惠紹（第8弾まで）
- テロップデザイン：佐藤ふみ（第1弾）
- メイク：山田かつら（第7弾まで）
- 技術協力：アンサーズ、アーティストメディア、e-naスタジオ（e→第5弾）、コスモ・スペース、オムニバス・ジャパン（コスモ・オムニバス→第7弾）、IMAGICA（第8弾、以前も担当）、サンフォニックス（第8弾）、カジノドライブ（第9,10弾）
- 美術協力：フジアール（第5弾まで）
- 協力：ロール・ワン、JUMP（JUMP→第6弾）、秋山音楽事務所、森音楽事務所、KOMOGOMO展、株式会社ライトトラックス（秋山以降→第8弾）、クリーク・アンド・リバー社、J-WORKS（クリーク・J→第9,10弾）、そろばん教室USA（第10弾）
- 音源提供(第10弾)：DAM第一興商（第10弾）
- 写真協力(第10弾-)：アフロ、シャッターストック（共に第10弾）
- 広報：福崎康裕（第1弾）、根本智史（第6〜10弾）
- 広告宣伝：斎藤千可子（第5弾）
- 営業(第9弾-)：佐藤三保子（第9弾）、安部花恵（第10弾）
- AD：藤森久敬（第7,8弾）、長坂光瑛（第9弾）
- アシスタントディレクター：中岡正太、村井千夏、鎌田芽衣佳（共に第10弾）
- AP：野中亜美（第1弾）、高橋尚輝、尹優梨（尹→第8弾）
- アシスタントプロデューサー：米重絵理（第9,10弾）、岡江美香子、吉冨由布希（共に第10弾）
- ディレクター：中村秀和、瀧澤卓、小林周一、日比野大輔、大平進士、安達敏春、平田悠起、豊嶋隆一、大峯あつし（大峯→第3〜5弾）、瀧(鎌)田健太（瀧田→第6-8弾、瀧田→第8弾鎌田名義）、岩堀陽・稲葉知周、石田尚生、西川知以、薄井大介（岩堀以降→第7弾、岩堀→第3〜5弾はAD）、佐藤一輝（第8弾）、森賀紀行（第8,9弾）、池山喜勇（第8弾まで）、嘉納一貴（第9,10弾、以前も担当）
- 演出：横森あつし（第3弾まで）
- プロデューサー：武蔵祐輝（第9弾）、五十嵐元（第10弾）

## 番組に対する評価
東京大学農学部卒であり、現在は書籍ライターとして活動している池田渓は自身の著書内にて当番組を徹底的に批判しており、過去の放送回を視聴した上で「基本的に東大生を『変人』あつかいすることで笑いをとっている」事を理由に「僕たち東大の卒業生にとって見るに堪えないものだった」と辛辣な意見を述べている。また、バラエティー番組という名目上、素材に過剰な編集を施した結果であったとしても「この番組は世間の東大生に対する偏見を大いに助長するもの」であると断言している。その他にも、番組内で司会の明石家との会話が噛み合わなかったり、話を振られて挙動不審になる東大生を笑いものにしている場面に対しては「ズレた受け答えをしたり、挙動不審になったりしている様をみんなで笑うというのは人として最低の所業だ」と番組側のスタンスに対して厳しく非難している。事実、池田の著書内においては、当番組の影響でかつて務めていた職場の上司や先輩から悪質ないじめを受けたとされる東大卒の男性のエピソードも紹介されていた。なお、その男性は「関西において明石家の影響力って大きい」と述べた他、池田と同じく「東大関係者にとってあれほどうっとうしい番組はない」「あんな番組に出演して、テレビ的に誇張されたキャラクターと実名とをセットで全国にさらしたことは、出演後の人生できっと汚点になる」などと辛辣な意見を述べている。